# Lagaropsylla malayana
Lagaropsylla malayana är en loppart som beskrevs av Beaucournu et Kock 1994. Lagaropsylla malayana ingår i släktet Lagaropsylla och familjen fladdermusloppor. Inga underarter finns listade i Catalogue of Life.